# Jonction triple de Rivera
 (février 2023).
Si vous disposez d'ouvrages ou d'articles de référence ou si vous connaissez des sites web de qualité traitant du thème abordé ici, merci de compléter l'article en donnant les références utiles à sa vérifiabilité et en les liant à la section « Notes et références ».

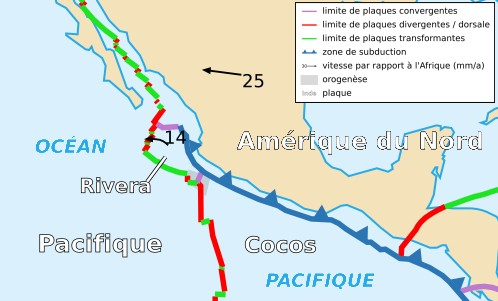
Plaque Rivera.

La jonction triple de Rivera est une jonction triple située dans l'océan Pacifique.
Elle est située au sud-ouest de la pointe sud de la péninsule de Basse-Californie et est formée par les plaques pacifique, nord-américaine et Rivera.